# Равнє (Сежана)
Равнє (словен. Ravnje) — поселення в общині Сежана, Регіон Обално-крашка, Словенія. Висота над рівнем моря: 376,5 м.